# Seznam nejstarších univerzit

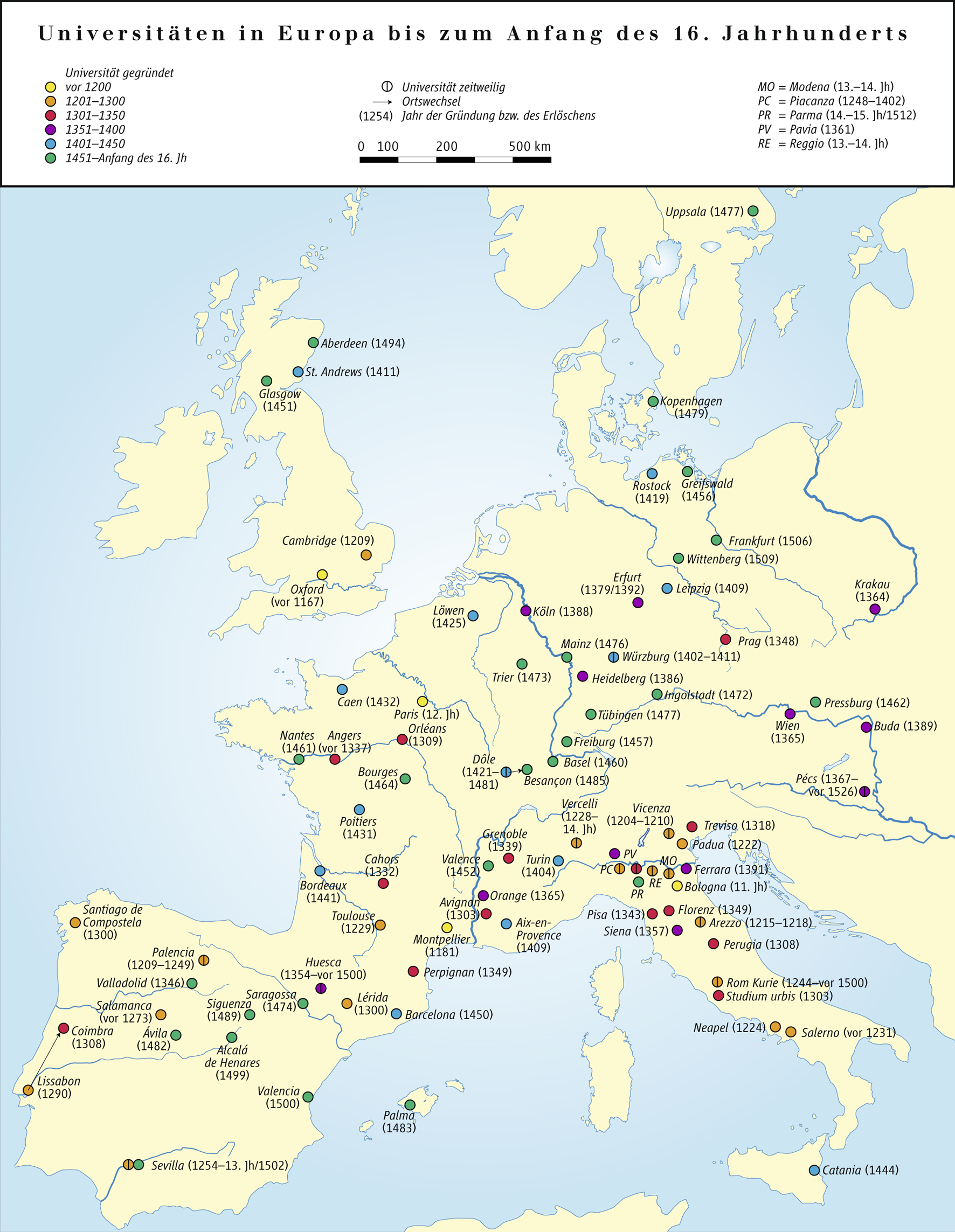
Univerzity v Evropě

Seznam nejstarších univerzit zahrnuje vysoké školy, které splňují definici univerzity a byly založeny před rokem 1500. Univerzita je považována za klasický výtvor středověké Evropy.
Ve středověku a raném novověku bylo k založení univerzity, vedle finančního zázemí ze strany města nebo také zeměpána, nutné získat rovněž papežské stvrzení - bulu a zároveň panovníkem (ve Svaté říši římské císařem) udělené univerzitní privilegium. Jedinou výjimku zde tvoří jen ty nejstarší evropské univerzity z počátku 13. století, neboť se dle dnešních měřítek jednalo často jen o jednotlivé fakulty, které se postupně rozvíjely v univerzity a často tak není možné určit přesný rok založení.

## Mimoevropské univerzity
Mimoevropské, nekoloniální školní zařízení, jako byly od 9. století zakládané islámské madaris nejsou v seznamu uvedeny z důvodu zachování větší přehlednosti. Výraz „univerzita“ se totiž vztahuje ke křesťanským školám v Evropě, jeho užití v souvislosti s islámskými institucemi je tudíž problematické, byť se tyto mezitím částečným přejímáním evropských struktur staly skutečnými univerzitami.
Mezi vzdělávací instituce mimo evropský kontinent, které dnes můžeme označit za univerzity s vlastní dlouhou historií, patří například univerzita v Konstantinopoli (425), Feská univerzita (859), Univerzita al-Azhar v Káhiře (970), Univerzita al-Mustansiríja v Bagdádu, Sankoré Madrasah v Timbuktu (11. století), Univerzita Songgjungwan v Soulu (1398) a Istanbulská univerzita (1453).

## Univerzity bez papežské buly
Ve 13. století byla Neapolská univerzita jedinou univerzitou v celé Evropě, která vyučovala bez papežské buly. Teprve od 16. století byly zakládány další luteránské univerzity bez papežské buly. Kromě toho vznikaly také kalvinistické vysoké školy, které sice poskytovaly vzdělání univerzitního typu, avšak neměly univerzitní privilegium od panovníka, a nesměly tudíž udělovat akademické tituly. Tyto vysoké školy nejsou v seznamu uvedeny.

## Seznam univerzit
Nejstarší univerzity vznikaly postupně v rámci starších církevních škol a chybí u nich přesně datovatelný akt založení. Udávaný rok začátku působení se pak může lišit podle toho, zda se za něj považuje nejstarší doklad o výuce, doklad o univerzitním charakteru školy nebo například oficiální uznání univerzity panovníkem a papežem.
| Rok        | Město, země                       | Jméno                                            | Poznámka |  |
| ---------- | --------------------------------- | ------------------------------------------------ | --- |  |
| 9. století | Salerno, Itálie                   | Schola medica salernitana                        | Status univerzity je sporný, jednalo se o školu (resp. fakultu) lékařství |  |
| 962        | Parma, Itálie                     | Parmská univerzita                               | Někdy pokládána za první univerzitu v Itálii. Zpočátku jen studium generale (svobodných umění), ve 13. století vznikly školy práva a lékařství. Vlastní založení univerzity v roce 1601. Mezi 14. a 19. stoletím několikrát uzavřena a znovu otevřena                                                 |  |
| 1088       | Bologna, Itálie                   | Università di Bologna                            | Nejstarší evropská univerzita, již na počátku 12. století za působení Irneria se stala uznávaným centrem právnických studií. Tradičně se za vznik univerzity považuje rok 1088. |  |
| 1150       | Paříž, Francie                    | Université de Paris                              | Rok 1150 se udává jako počátek společenství, kterému status univerzity potvrdil král roku 1200 a papež 1215. Proslula studiem teologie (1253 kolej Sorbonna). Za Francouzské revoluce dočasně zrušena, 1971 rozdělena na samostatné univerzity.                                                       |  |
| 1167       | Oxford, Anglie                    | University of Oxford                             | Pedagogická činnost v Oxfordu doložena k roku 1096, někdy je za počátek univerzity považováno působení Theobalda z Étampes († po 1120). Pro rozvoj univerzity je rozhodující návrat studentů po roce 1167, kdy král Jindřich II. zakázal studovat v Paříži. Roku 1248 byla oficiálně stvrzena králem. |  |
| 1175       | Modena, Itálie                    | Università degli Studi di Modena e Reggio Emilia | První univerzita v Modeně existovala do roku 1338, poté byla obnovena 1772/73 |  |
| 1204       | Vicenza, Itálie                   | Università di Vicenza                            | činnost ukončena po roce 1209. Od roku 1990 zde působí některá pracoviště Padovské univerzity. |  |
| 1208       | Palencia, Kastilie                | Universidad de Palencia                          | Založena kastilským králem Alfonsem VIII., kolem roku 1250 zrušena, snad přeložena do Valladolidu |  |
| 1209       | Cambridge, Anglie                 | University of Cambridge                          | Cambridge založili členové Oxfordské univezity, kteří ji opustili po vážném incidentu s představiteli města v roce 1209. Někdy je za založení považováno udělení privilegií panovníkem roku 1231. Dalším datem je založení prvního koleje Peterhouse v roce 1284.                                     |  |
| 1212       | Valladolid, Španělsko             | Universidad de Valladolid                        | Panuje názor, že založení univerzity ve Valladolidu bylo výsledkem přeložení Všeobecných studií v Palencii mezi lety 1208 a 1241 Alfonsem VIII., králem Kastilie, a biskupem Tello Téllezem de Meneses.                                                                                               |  |
| 1215       | Arezzo, Itálie                    | Università di Arezzo                             | Ukončila činnost kolem roku 1260, znovuzaložena roku 1355 a opět zrušena kolem roku 1373 |  |
| 1218       | Salamanca, Španělsko              | Universidad de Salamanca                         | Nejstarší univerzita ve Španělsku, založena králem Alfonsem IX. |  |
| 1220       | Montpellier, Francie              | Université Montpellier                           | Studium lékařství od roku 1180, od 1220 první lékařská fakulta Francie. Roku 1289 potvrzena papežem Mikulášem IV. jako universita. V současnosti se dělí na tři autonomní univerzity |  |
| 1222       | Padova, Itálie                    | Università degli studi di Padova                 | Roku 1222 první písemná zmínka, skutečný rok založení není znám |  |
| 1224       | Neapol, Itálie                    | Università degli Studi di Napoli Federico II.    | Založena Fridrichem II. Štaufským, první státní univerzita na světě. |  |
| 1228       | Vercelli, Itálie                  | Università del Piemonte Orientale                | První univerzita na světě financovaná z veřejných prostředků. Činnost ukončena ve 14. století, v současnosti je součástí Piemontské východní univerzity. |  |
| 1229       | Toulouse, Francie                 | Université de Toulouse                           | Nejdříve založena Ludvíkem IX. Svatým právnická fakulta. |  |
| 1245       | Siena, Itálie                     | Università degli studi di Siena                  | Konec kolem 1252, znovuzaložena 1357. |  |
| 1245       | Řím, Papežský stát                | Studium Papežské kurie                           | |  |
| 1290       | Coimbra, Portugalsko              | Universidade de Coimbra                          | Založena v Lisabonu králem Dinisem I. jako všeobecná studia, do Coimbry přeložena v letech 1308–1338 a 1354–1377, definitivně pak v roce 1537; teprve o 400 let později založila první republikánská vláda dekretem z 22. března 1911 novou Lisabonskou univerzitu (otevřena 19. dubna 1911).         |  |
| 1300       | Lleida, Španělsko                 | Universidad de Salamanca                         | Založena králem Jakubem II. Roku 1717 uzavřena, znovuzaložena 1991 |  |
| 1303       | Řím, Itálie                       | Università degli studi di Roma "La Sapienza"     | |  |
| 1303       | Avignon, Venaissinské hrabství    | Université d'Avignon et des Pays de Vaucluse     | Rozkvět v době avignonských papežů v letech 1309–1377 |  |
| 1308       | Perugia, Itálie                   | Università degli Studi di Perugia                | |  |
| 1336       | Camerino, Itálie                  | Università degli Studi di Camerino               | |  |
| 1343       | Pisa, Itálie                      | Università di Pisa                               | Konec kolem roku 1360; znovuotevřena počátkem 15. století |  |
| 1348       | Praha, České království           | Univerzita Karlova                               | Založena českým králem a římsko-německým císařem Karlem IV. roku 1348, (založení schváleno papežskou bulou Klementa VI. roku 1347). |  |
| 1350       | Perpignan, Francie                | Université de Perpignan                          | Založena králem Petrem IV. Aragonským; uzavřena 1794; znovuotevřena 1971. |  |
| 1361       | Pavia, Itálie                     | Università di Pavia                              | založena již roku 825 ne jako univerzita, ale jako vysoká škola, avšak jako univerzitu ji založil až roku 1361 císař Karel IV. |  |
| 1364       | Krakov, Polsko                    | Uniwersytet Jagielloński                         | |  |
| 1365       | Vídeň, Rakousko                   | Universität Wien                                 | Založena knížetem Rudolfem IV. Habsburským. |  |
| 1367       | Pécs, Maďarsko                    | Pécsi Tudományegyetem                            | |  |
| 1386       | Heidelberg, Německo               | Ruprecht-Karls-Universität Heidelberg            | 1388 Kolín nad Rýnem (Německo) |  |
| 1391       | Ferrara, Itálie                   | Università degli Studi di Ferrara                | |  |
| 1396       | Zadar, Chorvatsko                 | Sveučilište u Zadru                              | založena kolem roku 1380 jako Universitas Dyrrachium v Drači (Durrës, latinsky Dyrrhachium) a poté přenesena do Zadaru |  |
| 1402       | Würzburg, Německo                 | Julius-Maximilians-Universität Würzburg          | |  |
| 1404       | Turín, Itálie                     | Università degli Studi di Torino                 | |  |
| 1409       | Lipsko, Německo                   | Universität Leipzig                              | Založena po exodu německých mistrů a žáků z pražské univerzity. |  |
| 1412       | St. Andrews, Skotsko              | University of St. Andrews                        | Nejstarší univerzita Skotska a třetí nejstarší anglofonní univerzita; založena papežskou bulou vzdoropapeže Benedikta XIII. |  |
| 1419       | Rostock, Německo                  | Universität Rostock                              | |  |
| 1425       | Lovaň, Belgie                     | Katolická univerzita v Lovani                    | Od roku 1968 rozdělena na francouzskou a holandskou část. |  |
| 1431       | Poitiers, Francie                 | Université de Poitiers                           | |  |
| 1434       | Katánie, Itálie                   | Università degli Studi di Catania                | |  |
| 1451       | Glasgow, Skotsko                  | University of Glasgow                            | |  |
| 1456       | Greifswald, Německo               | Ernst-Moritz-Arndt-Universität Greifswald        | |  |
| 1457       | Freiburg im Breisgau, Německo     | Albert-Ludwigs-Universität Freiburg              | |  |
| 1460       | Basilej, Švýcarsko                | Universität Basel                                | Založena v souvislosti s Basilejským koncilem; papežská bula papeže Pia II. z 12. listopadu 1459; otevření 4. dubna 1460. |  |
| 1464       | Bourges, Francie                  | Université Bourges                               | Založena Ludvíkem XI. |  |
| 1465       | Bratislava, Slovensko             | Academia Istropolitana                           | |  |
| 1472       | Mnichov, Německo                  | Ludwig-Maximilians-Universität München           | |  |
| 1473       | Trevír, Německo                   | Universität Trier                                | Založena městem Trevírem z iniciativy trevírského arcibiskupa Jakoba I. von Siercka bulou papeže Mikuláše V.; znovuzaložena roku 1970. |  |
| 1477       | Uppsala, Švédsko                  | Uppsala universitet                              | |  |
| 1477       | Tübingen, Německo                 | Eberhard Karls Universität Tübingen              | |  |
| 1477       | Mohuč, Německo                    | Johannes Gutenberg-Universität Mainz             | |  |
| 1479       | Kodaň, Dánsko                     | Københavns Universitet                           | |  |
| 1481       | Janov, Itálie                     | Università degli Studi di Genova                 | |  |
| 1495       | Aberdeen, Skotsko                 | University of Aberdeen                           | |  |
| 1495       | Santiago de Compostela, Španělsko | Universidad de Santiago de Compostela            | |  |
| 1499       | Madrid, Španělsko                 | Universidad Complutense de Madrid                | Založena v Alcalá de Henares v roce 1293. |  |
| 1499       | Valencia, Španělsko               | Universidad de Valencia                          | Založena papežem Alexandrem VI. a králem Ferdinandem II. |  |